# 虎門駅
虎門駅（こもんえき）とは中華人民共和国広東省東莞市虎門鎮白沙村に位置する、中国鉄路総公司（CR）の駅である。白沙駅と呼ばれる事もある。また、計画時の駅名は東莞南駅、新東莞駅。
本項では近接する東莞軌道交通(地下鉄)の虎門火車駅（こもんかしゃえき）についても記述する。

## 利用可能な鉄道路線
中国鉄路総公司
■広深港高速鉄道
東莞軌道交通(地下鉄)
■2号線

## 歴史
- 2011年12月26日 - 中国鉄路総公司の駅が開業。
- 2016年5月27日 - 東莞軌道交通の駅が開業[1]。

## 駅構造

### 中国鉄路総公司
高架上にある2面4線の島式ホームを使用する。ホームは副本線上に設けられており、本線は通過線となっている。
恵州市方面へも線路が伸びているが、これは東莞軌道交通R2号線の物となる予定である。
| 番線 | 路線            | 方面               |
| ---- | --------------- | ------------------ |
| 1・2 | ■広深港高速鉄道 | 慶盛・広州南方面   |
| 3・4 | ■広深港高速鉄道 | 光明城・深圳北方面 |

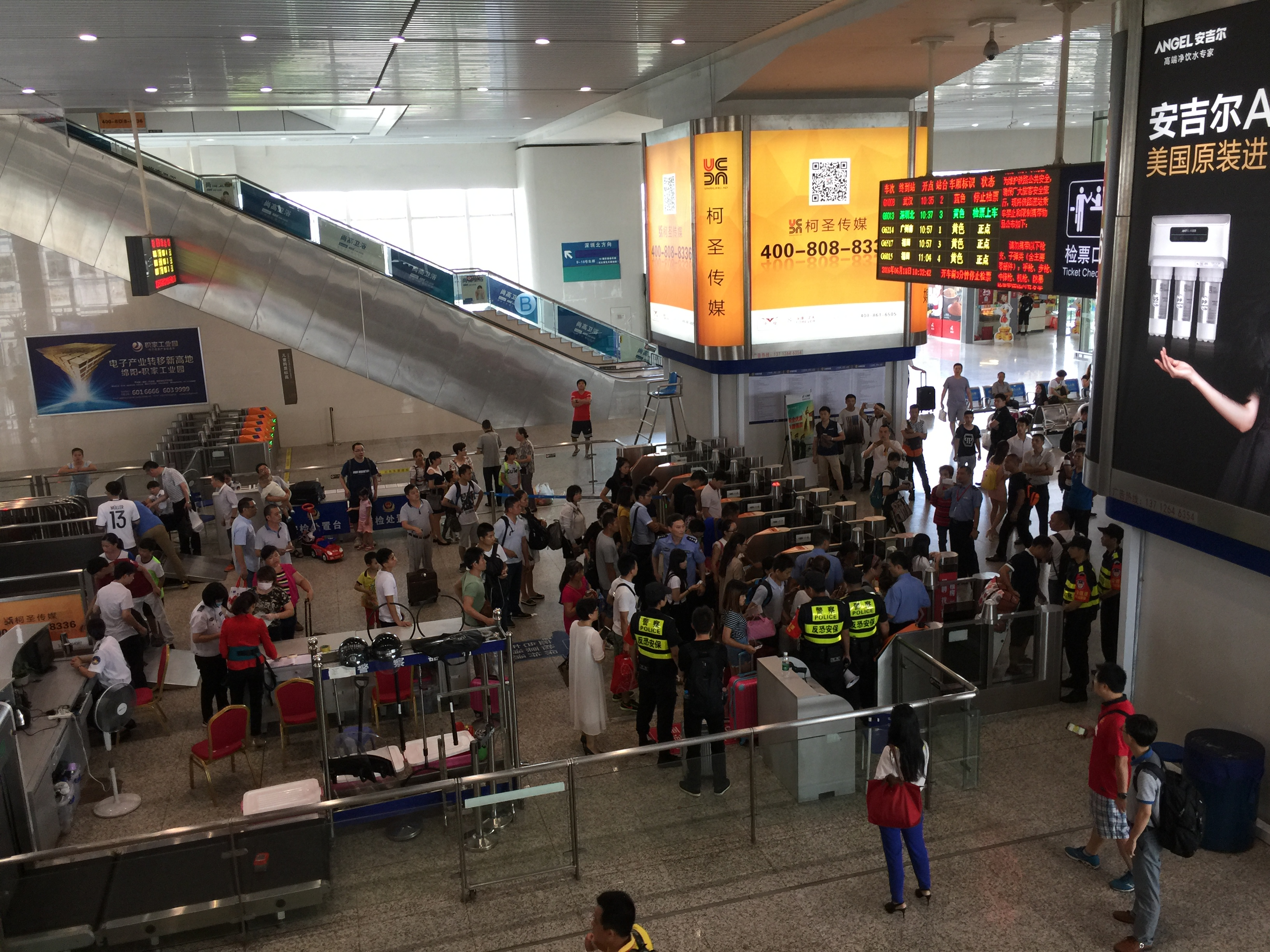
改札口と手荷物検査場
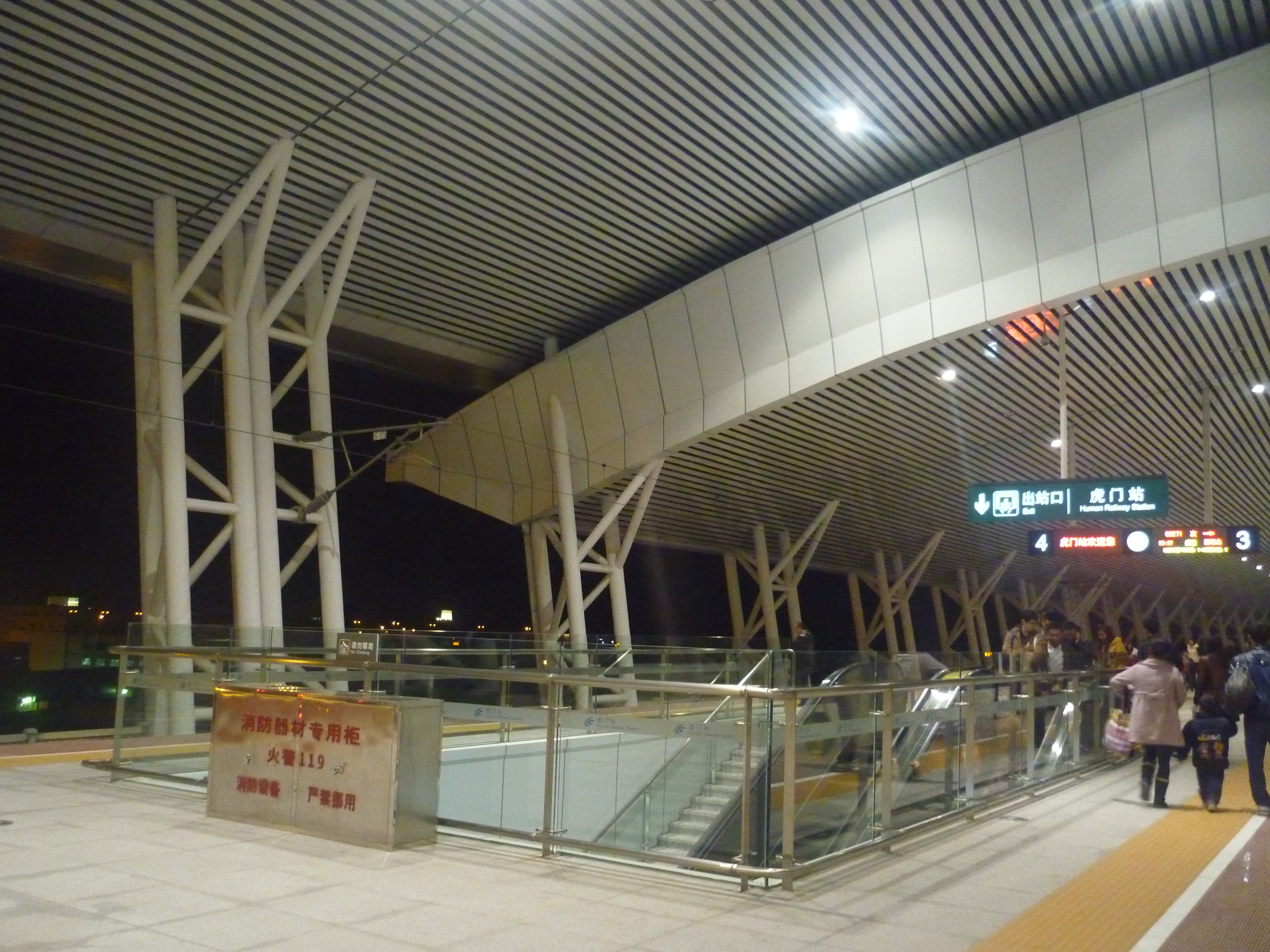
3・4番ホーム

### 東莞軌道交通
高架上にある2面2線の相対式ホームを使用する。ホーム上にハーフハイトタイプのホームドアを有する。

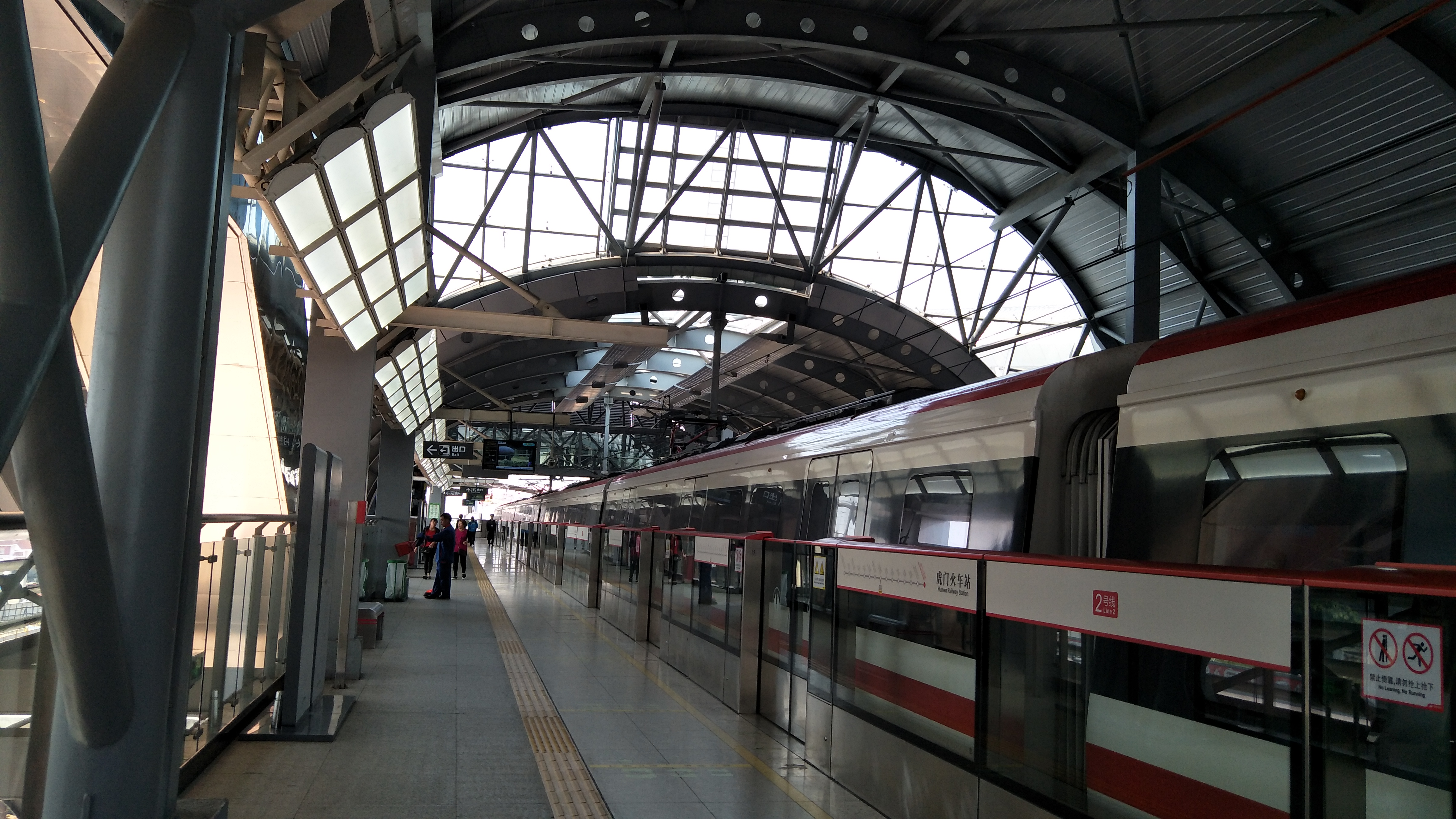
プラットホーム

## 隣の駅
中国鉄路総公司
■広深港高速鉄道
慶盛駅 - 虎門駅 - 光明城駅
東莞軌道交通
■2号線
展覧中心駅 - 虎門火車站駅